# 尼尔觉乡
尼尔觉乡，是中华人民共和国四川省凉山彝族自治州甘洛县曾经下辖的一个乡。2020年6月，撤销尼尔觉乡，将原尼尔觉乡所属行政区域划归斯觉镇管辖。

## 行政区划
尼尔觉乡撤销前下辖以下地区：
觉古村、文则洛村、格尔莫村和牛吾村。